# The Skyliners
Gli Skyliners sono un gruppo Doo Wop nato a Pittsburgh negli anni '50.

## Carriera
Il gruppo era formato da Jimmy Beaumont, Wally Lester, Jack Taylor, Joe Versharen e Janet Vogel.
Divennero famosi per la canzone Since I Don't Have You, canzone del 1959 rifatta nel 1993 dal gruppo hard rock Guns N' Roses che la lanciarono come singolo del loro album The Spaghetti Incident?.
Altre famose canzoni del quintetto di Pittsburgh sono The Loser e This I Swear.
Pur non essendo particolarmente famosi nel resto del mondo, negli Stati Uniti gli Skyliners hanno ancora un discreto numero di fan.
La formazione della band era la seguente: Jimmy Beaumont (l'inossidabile frontman), Nick Pociask, Dick Muse, Mark Groom e Donna Groom.
Gli Skyliners nel 2002 sono stati inseriti nella Vocal Group Hall of Fame.

## Discografia
- The Skyliners (1959)
- Once Upon a Time (1971)
- The Skyliners (1978)
- Pennies from Heaven (1960)